# Gia Lujuria
Gia Lujuria (Lima, 1989) es una escritora y artista escénica transgénero peruana. Su escritura oscila entre la narrativa, centrada en la construcción de la memoria trans en el Perú, y la poesía. Su labor performática abarca el modelaje,  la performance artística, el cosplay y el drag queen. Es también promotora de la House of Lujuria (Casa de la Lujuria). Estuvo encargada del club de lectura del Tercer curso de Literatura LGTB+ Peruana, organizada por Crónicas de la diversidad, donde se revisaron textos fundamentales como Duque de José Diez Canseco, Confesiones de Dorish Dam de Delia Colmenares Herrera, Los inocentes de Oswaldo Reynoso, El sexto de José María Arguedas, Antología poética de Gretel Warmicha, entre otras propuestas.

## Biografía
Gia Lujuria es cronista en la revista digital peruana Crónicas de la diversidad. Además, ha sido protagonista de varios cortometrajes. En 2022 participó en «Marifrunci, Antología del Festival de poesía sudaka marica, machorra, trava, cuir», realizado en Bolivia. En el 2023 conformó, junto a Ana Karina Barandiarán y Álvaro Acosta, el jurado de los Premios GIO.

## Literatura
- Cuarto oscuro (2018)
- Las exploradoras de la luna (2021)
- Lucifer y los 8 pekados kapitales (2022)

## Filmografía
- Lima is burning (2018), rol protagónico.
- Con amor, Angellina y Emilia (2021), rol protagónico.
- Encerradxs (2021), rol protagónico.

## Entrevistas
- Encerradxs. Una historia de ficción producida y dirigida por Juka (2021). Con Gia Lujuria[3]
- Divina pecadora. Entrevista a Gia Lujuria (2023). Con Alexandra Arana Blas[4]